# 近藤奈央
近藤 奈央（こんどう なお、1990年4月8日 - ）は、日本の気象予報士、アナウンサー。福岡県福岡市出身。
NHK長崎放送局契約アナウンサー、生島企画室所属フリーアナウンサーを経て、南気象予報士事務所所属。

## 来歴
- 福岡県立香住丘高等学校を卒業。福岡大学人文学部東アジア地域言語学科に進学。地元・福岡のタレント・モデルプロダクション「株式会社ノーメイク」に所属。
- ふくおかインターネットTVの番組などに出演。15歳の時に観た韓流ドラマをきっかけに韓国の文化に惹かれ、「この国に留学したい」と思ったという。
- 大学1、2年次には、東アジア地域言語学科にてトップ成績で特特生となり2011年には韓国・ソウルの高麗大学校に交換留学生として1年間過ごす。
- 「日韓相互の誤解を理解に変える」レポーターやアナウンサーになることを目指す。
- 2012年5月には「福岡親善大使」に選出され、1年間PR活動を行う。また「大阪きものの女王コンテスト」にて特別賞を受賞。
- 大卒後の2013年4月にNHK長崎放送局へ契約キャスターとして入局。2015年3月契約満了後に生島企画室のフリーアナとなる。
- 2018年10月1日より南気象予報士事務所所属。

## 人物
- 趣味は料理、邦画の鑑賞、うさぎの鑑賞。
- 特技はフルート、ピアノ。
- 資格はTOPIK高級、中国語検定、音楽検定（いずれも4級）

## 担当番組

### フリーへ転向後
- TOKYO MX NEWS - 土曜担当（2015年4月 - 2017年9月、TOKYOMX）
- はやドキ! - 水・木曜ナレーション（2015年10月 - 2017年3月、TBS）
- ゆうドキッ! - 気象キャスター（奈良テレビ）
  - 月・水・木曜担当（2018年10月1日 - 2020年3月26日）[2]
  - 全曜担当（2020年3月30日 - 2021年3月19日）
- NHKニュースおはよう日本（2021年3月29日 - 2024年6月28日[注釈 1]、2024年12月2日 - ）気象予報士（平日）月•火[5][6]